# Benjamin Lecomte
Benjamin Lecomte (París, França, 26 d'abril de 1991) és un futbolista professional francès que juga de porter al Montpellier HSC.

## Trajectòria
Nascut a París, va arribar el 2009 al FC Lorient procedent del planter del Chamois Niortais. Des de la seva arribada va ser suplent habitual de Fabien Audard, així que va marxar cedit al Dijon FCO de la Ligue 2 durant la temporada 2013-14. Una vegada aquesta va finalitzar va tornar a la disciplina del FC Lorient i, des de llavors, es va convertir a titular indiscutible amb el conjunt bretó.
Després del descens a Ligue 2 de Les Merlus al final de la temporada 2016-17, va fitxar pel Montpeller HSC.
Després dues temporades en el conjunt occità, el 15 de juliol de 2019 es va fer oficial el seu fitxatge per l'AS Monaco FC. Allí també s'hi va estar dos anys, fins que a l'agost de 2021 va fitxar per l'Atlètic de Madrid per jugar-hi cedit la temporada 2021-22. Malgrat que el club jugava tres competicions importants, amb un calendari de partits carregat, va passar-se els 51 partits de la temporada a la banqueta, com a suplent de Jan Oblak.
El 13 de juliol de 2022, Lecomte fou cedit al RCD Espanyol per una temporada, per suplir la marxa de Diego López.

## Internacional
Va ser internacional amb França en categories inferiors. Al setembre de 2018 va rebre la seva primera convocatòria amb l'absoluta per als partits de Lliga de les Nacions de la UEFA davant Alemanya i Països Baixos com a reemplaçament del lesionat Hugo Lloris, encara que no va arribar a disputar cap minut.